# Banco Nacional de Haití

Crédit Industriel et Commercial, C.I.C., grupo financiero francés, propietario del Banco "Nacional" de Haití (1881-1910).

El Banco Nacional de Haití (En Francés: Banque Nationale d'Haíti) fue un banco privado francés creado por el grupo financiero Crédit Industriel et Commercial, C.I.C, para canalizar y gestionar el pago de la polémica Deuda de Independencia de Haití (1825-1947). Este banco tenía su sede central en París, Francia, y una única extensión en Puerto Príncipe, la capital de Haití.
Este banco privado controlado por franceses, hacía la función de banco central para Haití, y se encargaba de la emisión de la moneda haitiana por concesión del propio gobierno haitiano. En 1910, el presidente Antoine Simon, ordenó el cierre de este banco, debido a las prácticas leoninas, abusivas y usureras que este ejercía. El Banco Nacional de Haití, fue sustituido por el Banco Nacional de la República de Haití, que tenía su sede ubicada también en París. 

## Historia

### Creación
El Banco Nacional de Haití, fue fundado 1881 por el Grupo C.I.C. para gestionar los últimos pagos de la Deuda de Independencia de Haití, que tuvo su origen en la Revolución Haitiana (1791-1804).
En 1880, el presidente haitiano Lysius Salomon, promovió la creación de una ley (Ley del 10 de septiembre de 1880) que le otorgó al Grupo C.I.C. una concesión de 50 años para que este banco francés se hiciera cargo de la emisión de la moneda haitiana y la administración de las finanzas del país. Curiosamente, El C.I.C. ya le había hecho un fuerte préstamo de 36 millones de Francos de la época a Haití en 1875.
El grupo financiero C.I.C. fundó el Banco Nacional de Haití en París oficialmente en mayo de 1881, y nombraron a Ernest Lehideux como su primer presidente. La sede central del Banco Nacional de Haití fue abierta en el edificio 49 de la calle Rue Taibout fr, bien cerca de la antigua sede del Grupo C.I.C. (Calle Rue de la Victoire, Edicicio 66).

### Operaciones (redactando)
La creación de este banco facilitó enormemente el cobro de la Deuda de Independencia de Haití, cuyo último pago se realizó en 1883.
No obstante, las operaciones de este Banco "Nacional" eran motivo de controversia Haití, sobre todo por su agresivo cobro de tarifas y cargos, y la transferencia de ganancias y réditos a Francia.
En un principio, los haitianos veían a este banco "Nacional" como un instrumento para la independencia financiera de Haití, sin embargo, esta persepción cambió rápidamente , gracias a las operaciones usureras y leoninas ejecutadas por este. El estadista haitiano Frédéric Marcelin, fue un fuerte crítico de este banco, y en 1890 escribió un ensayo denunciando la abusiva extracción de capitales haitianos que este banco hacía, y el impacto negativo del mismo sobre desarrollo económico del país.
Finalmente, en octubre de 1910, el presidente haitiano Antoine Simon, eliminó la ley de concesión de 1880, terminando con la existencia del banco.